# كريستيان ليوبولد فون بوخ
كريستيان ليوبولد فون بوخ (بالألمانية: Christian Leopold von Buch) كان جيولوجياً ألمانياً عاش بين القرنين الثامن عشر والتاسع عشر. ولد في سنة 1774 بالقرب من آنغرمونده وتوفي في سنة 1853 في برلين.
اهتم فون بوخ بعلم الجيولوجيا وله مساهمات كبيرة في تطور اختصاصاته المتنوعة من علم البراكين والصخور والأحافير؛ بالإضافة إلى علم وصف طبقات الأرض وتكوين الجبال.